# Reichsmarine

Vlajka Reichsmarine v letech 1922-1933

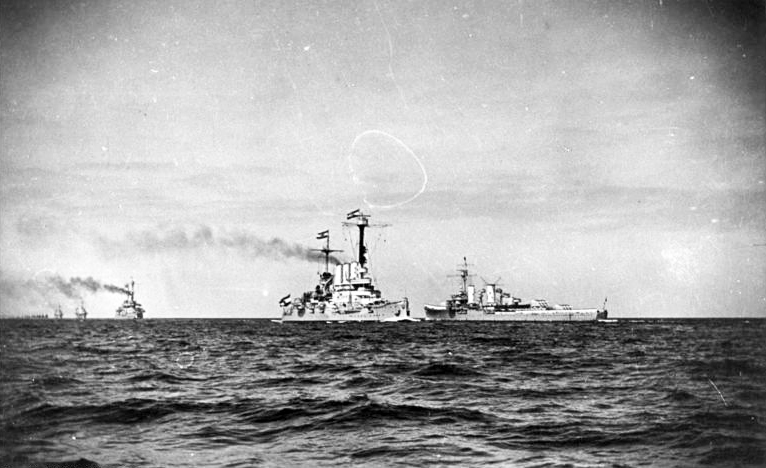
Válečné lodi Reichsmarine během cvičení. V popředí jsou dva predreadnoughty třídy Deutschland a lehký křižník třídy K.

Reichsmarine byla námořní část Reichswehru – ozbrojených složek Výmarské republiky, existující i během prvních dvou let existence nacistické Třetí říše. Reichsmarine existovala v letech 1919–1935, navazovala na Německé císařské námořnictvo a po nástupu nacismu ji nahradila Kriegsmarine (budovaná jako součást Wehrmachtu). Velitelé Reichsmarine byli Adolf von Trotha, Hans Zenker (1924–1928) a Erich Raeder (1928–1935).
Charakter a síla Reichsmarine byly výsledkem německé porážky v první světové válce a podmínkami Versailleské smlouvy z 28 . června 1919, která Německo zbavila postavení námořní velmoci. Všechny moderní německé lodě navíc byly potopeny při incidentu ve Scapa Flow, nebo si je vítězné státy ponechaly. Síla namořnictva byla maximálně 15 000 mužů námořnictva, včetně důstojníků. Počet válečných lodí byl omezen na šest starých predreadnoughtů, šest starých lehkých křižníků, dvanáct torpédoborců a dvanáct torpédovek. Ponorky a letectvo nebyly povoleny.
Jakákoliv nová válečná loď musela mít výtlak menší než 10 000 tun, což později vedlo ke stavbě zvláštního typu těžkého křižníku – tzv. kapesních bitevních lodí.